# FSF Free Software Awards

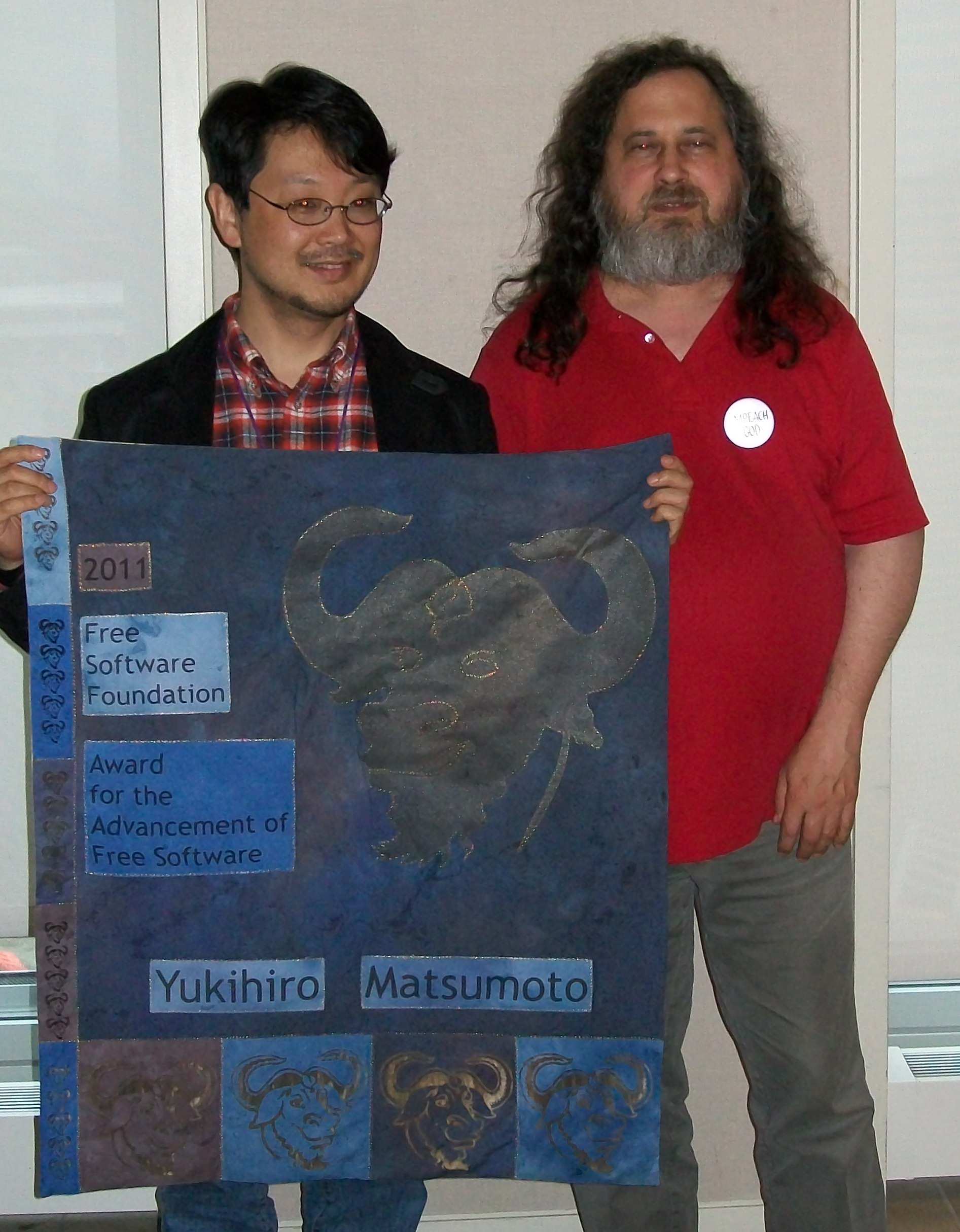
Yukihiro Matsumoto příjímá cenu za rozvoj svobodného softwaru 2011 od Richarda Stellmana

FSF Free Software Awards jsou dvě ocenění, která každý rok uděluje Free Software Foundation (FSF). Od roku 1998 uděluje Advancement of Free Software (Za rozvoj svobodného softwaru) a od roku 2005 také Free Software Award for Projects of Social Benefit (Cena Svobodného softwaru pro společensky přínosný projekt).

## Předávací ceremoniál
V roce 1998 byla cena předána v Centru Jacoba Javitse v New York City. Ceremoniál v roce 2000 se konal v Museu židovského umění a kultury v Paříži. Od roku 2001 do roku 2005 byla cena předávána v Bruselu na FOSDEMu. Od roku 2006 jsou ceny předávány na výročním setkání členů FSF v Cambridge.

## Cena za rozvoj svobodného softwaru
Každoročně je předávána cena Free Software Foundation (FSF) lidem, o nichž se nadace domnívá, že významnou měrou přispěli k rozvoji svobodného softwaru skrze činnost v souladu s myšlenkou svobodného softwaru.

### Ocenění
Zdroj: Award for the Advancement of Free Software
2015 Werner Koch
zakladatel a hlavní hybná síla za GnuPG. GnuPG je de-fakto nástroj pro šifrovanou komunikaci.
2014 Sébastien Jodogne
za jeho práci za usnadnění výměny lékařský obrazů a vývoj Orthanc.
2013 Matthew Garrett
za jeho podporu svobodného softwaru ve spojitosti se Secure Boot, UEFI a Linux kernel
2012 Fernando Pérez
za jeho práci na IPython a jeho roli ve vědecké komunitě kolem Pythonu.
2011 Yukihiro Matsumoto
tvůrci Ruby, za jeho práci na GNU, Ruby a dalším svobodném softwaru za uplynulých 20 let.
2010 Rob Savoye
za jeho práci na Gnashy
Navíc, zvláštní zmínka, aby uctili památku a přínos Adrian Handsr, kdo používal Morseova vstupní zařízení pro kódování a úspěšně předložit gnome opravu, tři dny před svou smrtí z ALS.
2009 John Gilmore
za jeho "many contributions and long term commitment to the free software movement."
2008 Wietse Venema
za jeho "significant and wide-ranging technical contributions to network security, and his creation of the Postfix email server."
2007 Harald Welte
za jeho práci ve vynucování GPL (Gpl-violations.org) a Openmoko
2006 Theodore Ts'o
za jeho práci na Linux kernel a za jeho roli projektového manažera v Kerberos a ONC RPC.
2005 Andrew Tridgell
za jeho práci na Samba a jeho analýzu paketů, urychlení vývoje gitu.
2004 Theo de Raadt
za jeho kampaň proti binary blobs a otevření ovladačů, dokumentace a firmware bezdrátových síťových karet.
2003 Alan Cox
za jeho práci v obraně svobodného softwaru, jeho otevřený odpor vůči americké DMCA a jeho vývojářskou práci na Linux kernelu.
2002 Lawrence Lessig
za podporu porozumění politického rozměru svobodného softwaru, včetně myšlenky, že "code is law".
2001 Guido van Rossum
za Python.
2000 Brian Paul
za jeho práci na grafické knihovně Mesa 3D.
1999 Miguel de Icaza
za jeho vedení a práci v projektu GNOME.
1998 Larry Wall
za četné příspěvky do Svobodného softwaru, především Perlu.

## Cena za společenský přínos
Zdroj: The Award for Projects of Social Benefit

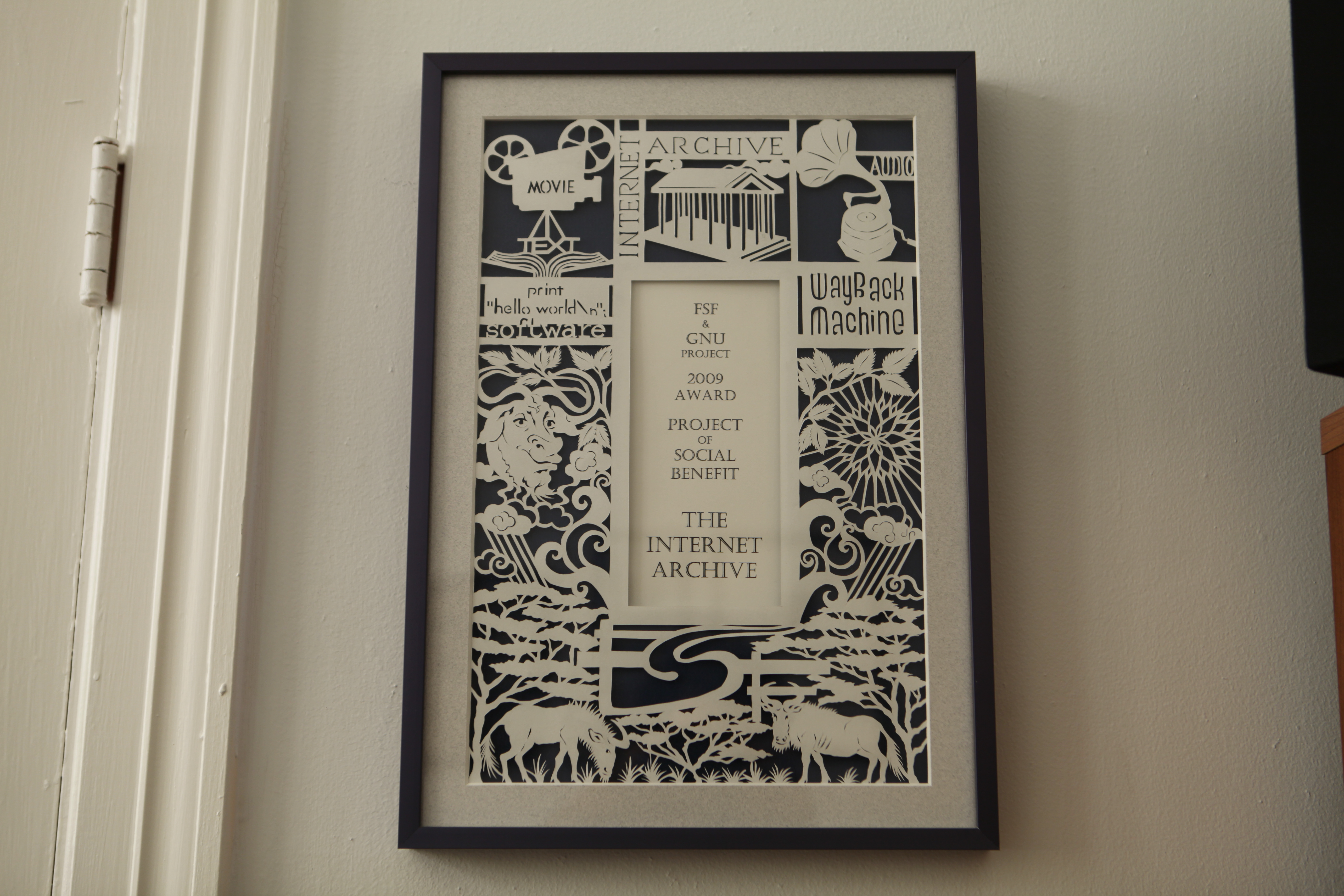
Cena za společenský přínos pro Internet Archive (2009).

Free Software Award for Projects of Social Benefit je výroční cena udělovaná Free Software Foundation (FSF). Při vyhlašování ocenění FSF uvedlo, že:
| „ | This award is presented to the project or team responsible for applying free software, or the ideas of the free software movement, in a project that intentionally and significantly benefits society in other aspects of life. | “ |

Dle Richarda Stallmana, Presidenta FSF, byla cena inspirovaná projektem Sahana, který vznikl a byl užíván pro organisování humanitární pomoci obětem tsunami na Srí Lance v roce 2004.

### Ocenění
Cena byla poprvé udělena v roce 2005, oceněnými jsou:
2015 Library Freedom Project
partnerství mezi knihovníky, technology, právníky a soukromí obhájci, kteří si kladou za cíl vytvořit skutečný příslib intelektuální svobody v knihovnách. Tím, že učí knihovníky o hrozbách sledování, práv na ochranu soukromí a odpovědnosti a digitálních nástrojů pro zabránění sledování, projekt doufá ve vytvoření změny paradigmatu v knihovnách a místních komunit tak, aby bylo orientováno na soukromí, kterým slouží.
2014 Reglue
který daroval renovované počítače s GNU/Linux znevýhodněným dětem v Texaském Austinu
2013 GNOME Foundation Outreach Program for Women
OPW's work benefits society, "addressing gender discrimination by empowering women to develop leadership and development skills in a society which runs on technology".
2012 OpenMRS
Svobodný software pro elektronické zdravotnické záznamy pro rozvojové země OpenMRS je nyní používán po celém světě, včetně Jižní Afriky, Keni, Rwandy, Lesotha, Zimbabwe, Mosambiku, Ugandy, Tanzanie, Haiti, Indie, Číny, USA, Pákistánu, Filipín a na mnoha dalších místech.
2011 GNU Health
Za jejich práci s profesionálními zdravotníky po celém světě na zlepšení životů chudých.
2010 Tor
Za napsáni softwaru pro soukromí online.
2009 Internet Archive
Pro sběr volně dostupných informací, archivaci webů, spolupráci s knihovnami a vytváření svobodného softwaru tak, aby informace byly k dispozici veřejnosti.
2008 Creative Commons
"Pro podporu rostoucímu počtu tvůrčích, vzdělávacích a vědeckých prací, které mohou být sdíleny a postaveny na ostatních a snahu zvýšit povědomí o újmě způsobenou omezujícími režimy autorských práv."
2007 Groklaw
Neocenitelný zdroj právních a technických informací pro vývojáře softwaru, právníky, profesory práva, a historiky"
2006 Sahana FOSS Disaster Management System
Zcela dobrovolná snaha vytvořit technologii pro správu velkoplošného úsilí pomoci"
2005 Wikipedia
Svobodná encyklopedie